# Sakuma-Linie
| Brücke über den Akura-gawa |                   |                             |                             |
| Streckenlänge: | ca. 35 km         |                             |                             |
| Spurweite: | 1067 mm (Kapspur) |                             |                             |
| |                   |                             |                             |
| \| \| 0,0 \| Tenryū-Futamata (天竜二俣) \| Tenryū-Futamata (天竜二俣) \| \| \| \| ←↑ Tenryū-Hamanako-Linie \| \| \| \| \| unvollendeter Abschnitt \| \| \| \| \| Hakusan-Tunnel \| \| \| \| \| Akura-gawa \| \| \| \| \| San’nō-Tunnel \| \| \| \| \| Futamata-gawa \| \| \| \| 2,4 \| Santō (山東) \| Santō (山東) \| \| \| 4,4 \| Funagira (船明) \| Funagira (船明) \| \| \| \| Funagira-Tunnel \| \| \| \| \| Funagira-Stausee \| \| \| \| \| \| \| \| \| 6,7 \| Aizu (相津) \| Aizu (相津) \| \| \| \| Kawachi-gawa \| \| \| \| \| Aizu-Tunnel \| \| \| \| \| Taniyama-Tunnel \| \| \| \| \| Tenryū \| \| \| \| 10,8 \| Tōtōmi-Yokoyama (遠江横山) \| Tōtōmi-Yokoyama (遠江横山) \| \| \| ? \| Tōtōmi-Nishikawa (遠江西川) \| Tōtōmi-Nishikawa (遠江西川) \| \| \| ? \| Sejiri (瀬尻) \| Sejiri (瀬尻) \| \| \| \| unvollendeter Abschnitt \| \| \| \| \| ←↓ Iida-Linie \| \| \| \| \| Chūbu-Tenryū (中部天竜) \| \| |                   |                             |                             |
| Bahnhof | 0,0               | Tenryū-Futamata (天竜二俣)  | Tenryū-Futamata (天竜二俣)  |
| Abzweig ehemals geradeaus und nach rechts |                   | ←↑ Tenryū-Hamanako-Linie    | ←↑ Tenryū-Hamanako-Linie    |
| |                   | unvollendeter Abschnitt     |                             |
| Tunnel (Strecke außer Betrieb) |                   | Hakusan-Tunnel              | Hakusan-Tunnel              |
| Brücke über Wasserlauf (Strecke außer Betrieb) |                   | Akura-gawa                  | Akura-gawa                  |
| Tunnel (Strecke außer Betrieb) |                   | San’nō-Tunnel               | San’nō-Tunnel               |
| Brücke über Wasserlauf (Strecke außer Betrieb) |                   | Futamata-gawa               | Futamata-gawa               |
| Bahnhof (Strecke außer Betrieb) | 2,4               | Santō (山東)                | Santō (山東)                |
| Bahnhof (Strecke außer Betrieb) | 4,4               | Funagira (船明)             | Funagira (船明)             |
| Tunnel (Strecke außer Betrieb) |                   | Funagira-Tunnel             | Funagira-Tunnel             |
| Brücke über Wasserlauf (Strecke außer Betrieb) |                   | Funagira-Stausee            | Funagira-Stausee            |
| Brücke über Wasserlauf (Strecke außer Betrieb) |                   |                             |                             |
| Bahnhof (Strecke außer Betrieb) | 6,7               | Aizu (相津)                 | Aizu (相津)                 |
| Brücke über Wasserlauf (Strecke außer Betrieb) |                   | Kawachi-gawa                | Kawachi-gawa                |
| Tunnel (Strecke außer Betrieb) |                   | Aizu-Tunnel                 | Aizu-Tunnel                 |
| Tunnel (Strecke außer Betrieb) |                   | Taniyama-Tunnel             | Taniyama-Tunnel             |
| Brücke über Wasserlauf (Strecke außer Betrieb) |                   | Tenryū                      | Tenryū                      |
| Bahnhof (Strecke außer Betrieb) | 10,8              | Tōtōmi-Yokoyama (遠江横山)  | Tōtōmi-Yokoyama (遠江横山)  |
| Bahnhof (Strecke außer Betrieb) | ?                 | Tōtōmi-Nishikawa (遠江西川) | Tōtōmi-Nishikawa (遠江西川) |
| Bahnhof (Strecke außer Betrieb) | ?                 | Sejiri (瀬尻)               | Sejiri (瀬尻)               |
| |                   | unvollendeter Abschnitt     |                             |
| Abzweig ehemals geradeaus und von rechts |                   | ←↓ Iida-Linie               | ←↓ Iida-Linie               |
| Bahnhof |                   | Chūbu-Tenryū (中部天竜)     | Chūbu-Tenryū (中部天竜)     |

Die Sakuma-Linie (jap. 佐久間線, Sakuma-sen) ist eine unvollendete Eisenbahnstrecke auf der japanischen Insel Honshū. Sie sollte 35 km lang werden und in der Präfektur Shizuoka das mittlere Tenryū-Tal erschließen. Nachdem etwa die Hälfte der Strecke fertiggestellt war, stellte die Japanische Staatsbahn die Bauarbeiten ein.

## Geschichte
Im Anhang des 1922 verabschiedeten Eisenbahnbaugesetzes war die Sakuma-Linie als verbindliches Bauprojekt vermerkt. Da der Bau anderer Strecken Priorität hatte, ruhten die Planungen mehr als drei Jahrzehnte lang. Im April 1957 begannen die Vermessungsarbeiten. Die Strecke sollte im Bahnhof Tenryū-Futamata von der Futamata-Linie (heute Tenryū-Hamanako-Linie) abzweigen und in nördlicher Richtung dem Fluss Tenryū entlangführen, um nach etwa 35 km in Chūbu-Tenryū in die Iida-Linie einzumünden. Im hügeligen Gelände waren 20 Brücken und 14 Tunnel vorgesehen, die Baukosten waren auf 8,1 Milliarden Yen veranschlagt. Die am 12. Juli 1967 begonnenen Bauarbeiten schritten nur sehr langsam voran, da die Geldmittel angesichts des wachsenden Schuldenbergs der Japanischen Staatsbahn knapp waren. Nach über einem Jahrzehnt existierte nur etwa die Hälfte des Oberbaus. Die Bauarbeiten wurden schließlich am 10. Dezember 1980 gestoppt und nie wieder aufgenommen.

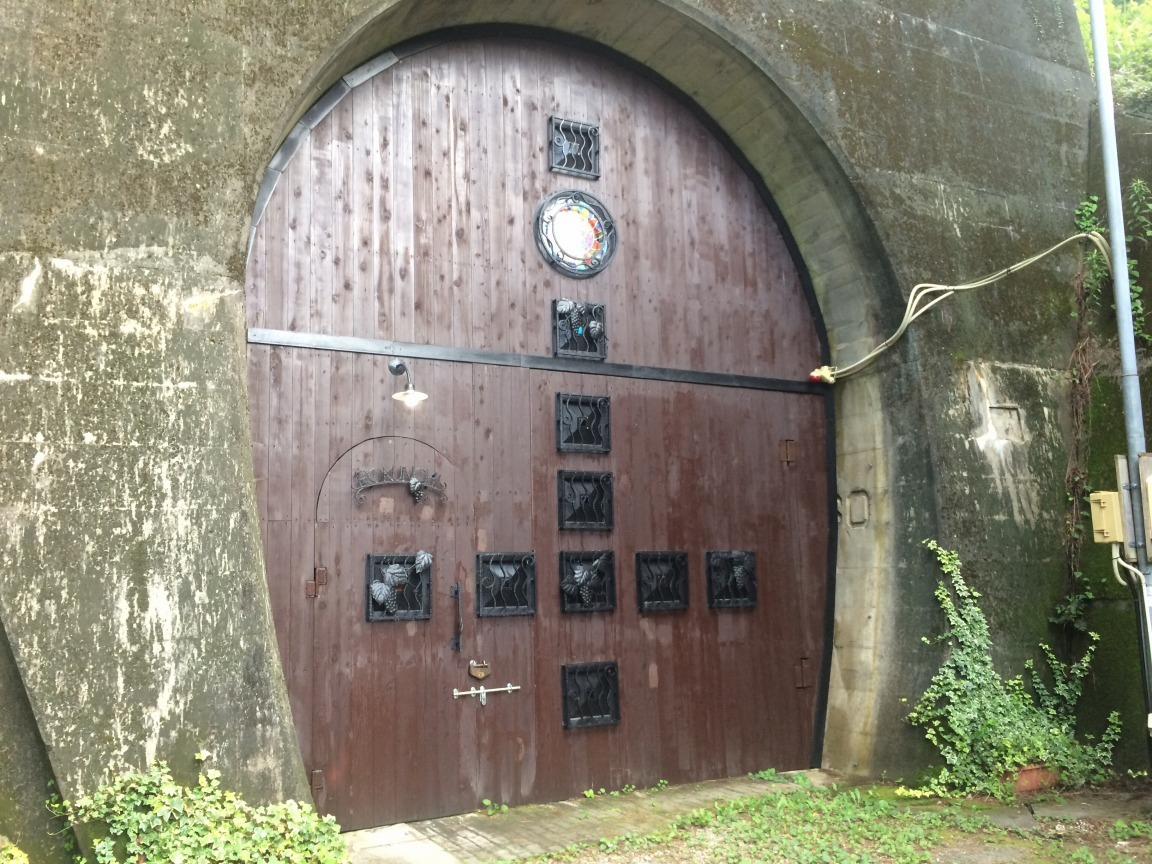
Das Südportal des Aizu-Tunnels ist heute der Eingang zu einem Weinkeller

Verschiedene Bahndämme, Brücken und Tunnel waren zu diesem Zeitpunkt bereits fertiggestellt und zeugen heute noch vom abgebrochenen Projekt. Das bekannteste Beispiel ist der Aizu-Tunnel im ländlich geprägten Stadtbezirk Tenryū-ku von Hamamatsu, der heute als Weinkeller genutzt wird (Standort auf Karte). Die damals noch eigenständige Stadt Tenryū übernahm den Tunnel 1994 kostenlos von der Staatsbahn-Liquidationsgesellschaft und stellte ihn einer lokalen Studiengruppe für Industriegeschichte zur Verfügung. Sie erkannte, dass die dortigen Bedingungen (das ganze Jahr über herrschen konstante Temperaturen von 16 bis 18 °C bei 70 bis 80 % Luftfeuchtigkeit) ideal für die umweltfreundliche Lagerung von bis zu 60.000 Weinflaschen sind. Seither wird der Tunnel an verschiedene Weinhändler vermietet, ebenso werden regelmäßig Degustationen veranstaltet.